# Lagan Tengah
Lagan Tengah is een bestuurslaag in het regentschap Tanjung Jabung Timur van de provincie Jambi, Indonesië. Lagan Tengah telt 3231 inwoners (volkstelling 2010).